# Floning
Der Floning ist ein 1583 m ü. A. hoher, annähernd pyramidenförmiger Berg südwestlich von Thörl auf der Grenze zwischen dem Gemeindegebiet von Sankt Katharein an der Laming und dem Stadtgebiet von Kapfenberg in der nördlichen Steiermark. Er gehört zur Hochschwabgruppe und ist stark bewaldet, was bei Bergen in der Grauwackenzone selten ist. Ein Nebengipfel, der Kleine Floning (1553 m), befindet sich rund 1 km südlich.

## Geologie
Geologisch stellt der Floning einen Überrest alter, metamorpher Gesteine aus dem Paläozoikum dar, die als Paragneise und dunkle Schiefer („Grauwackenschiefer“) einen hier nur wenige Kilometer breiten Übergangsbereich zwischen dem Kalkmassiv des Hochschwab und dem eigentlichen Kern der Zentralalpen bilden. Letztere werden wegen einer speziellen Art ihrer Entstehung im System der Ostalpen von Kristallin-Geologen als „Mittelostalpin“ bezeichnet. 
Nach Osten nehmen die Gipfelhöhen des Mittelostalpin kontinuierlich ab, bis sie 50 km weiter jenseits des Semmering-Passes (985 m) unter dem jungen Sediment des Wiener Beckens abtauchen. In der betrachteten Region sind jedoch mehrere Gesteinsformationen stark verquickt, z. B. die Nordhälfte des Floning mit dinarischen und triadischen Schichten. Dadurch ist sie wesentlich sanfter geformt, was noch stärker beim 2 km nördlich anschließenden Doppelgipfel des Himmel (1145 m) und seinen gerundeten Höhen auffällt.
Das ziemlich steile Tal zwischen den beiden Gipfeln durchfließt der rasche Strohsitzbach nach Osten, bis er in 600 m Höhe in den Thörlbach mündet, der seinerseits nach 12 km die Mürz erreicht. Der enge Talschluss des Strohsitzbachs am Nordhang des Floning heißt Finstertal, während sein Quellgebiet Strohsitz dem Bach den Namen gab. Die Gegend ist reich an Quellen, die der lokalen Wasserversorgung dienen.
Im Standardwerk über die Geologie der Alpen (siehe Literatur) wird die beschriebene Region dem mit örtlichen Schuppen durchmischten, etwa 20 km langen „Thörler Zug“ zugeordnet. Die darin integrierte Bergkette wird als „Troiseck-Floning-Zug“ bezeichnet.
Im Bereich Aflenz-Thörl ist die Grauwackenzone außerdem mit mesozoischem Flysch und Jurakalk verquickt.